# Canthigaster rapaensis
Canthigaster rapaensis är en fiskart som beskrevs av Allen och Randall 1977. Canthigaster rapaensis ingår i släktet Canthigaster och familjen blåsfiskar. IUCN kategoriserar arten globalt som sårbar. Inga underarter finns listade.